# Allakhazam
Allakhazam är en samling databaser över företeelser kopplade till de virtuella världarna i spel som World of Warcraft, EverQuest. EverQuest II och Star Wars Galaxies. Databaserna är byggd gemensamt genom information som skickas in av personer som spelar spelen. Information som går att hitta på Allakhazam är till exempel var vissa NPCer finns någonstans, hur man kan lösa uppdrag, var man kan finna föremål, eller vilka egenskaper som är associerade med ett visst föremål.